# Igazságliga
Az Igazság Liga vagy az Igazság Ligája kitalált szereplőkből álló szuperhőscsapat a DC Comics képregényeiben. Az alapító tagok: Superman, Batman, Wonder Woman, Flash (Barry Allen), Green Lantern (Hal Jordan), Aquaman, Marsbéli Vadász, és Cyborg. Későbbi megjelenésekben még szerepel Zöld Íjász, Atom, Fekete Kanári, Shazam, Plastic Man és még sok egyéb DC szuperhős.

## Tagok
Alapítók: 
- Superman: emberfeletti ereje van és szupergyors. Arra használja erejét, hogy segítsen másoknak. Képességei: Sebezhetetlenség, hő látás, fagy fújás, repülés, gyorsaság és szuper erő
- Batman: nincs szuper képessége, de nagyon okos és gazdag, így képes hiányosságait ellensúlyozni különféle technológiákkal. Emellett remek harcművész is.
- Wonder Woman: Az amazonok hercegnője és neki is emberefeletti ereje van. Ikonikussá vált fegyverei az Igazság Lasszója, a láthatatlan repülő és  a golyóálló karperec.
- Flash: még Supermannél is gyorsabb, emellett vidám természetű, sokszor a legnagyobb bajban is poénkodik.
- Zöld Lámpás (Hal Jordan): A Gyűrűjével képes bármit létrehozni ha van elég akarata. Sokszor önimádó, de az igazi bajban mindig segíti társait és mindig csapatban harcol.
- Aquaman: Atlantis királya (,de csak félig atlantiszi). Képes hullámokat, viharokat gerjeszteni szigonyával és képes irányítani a tengeri lényeket.
- Marsi Fejvadász, (más néven J'onn J'onzz) A Mars bolygó utolsó túlélője. A marsi Manhunterek közé tartozott, akik a rendért és a békéért feleltek. Képességei: Emberfeletti erő, tartósság, sebesség, tűrőképesség, repülés, hőtermelés, alakváltás, telekinézis, telepátia, sűrűségváltás. A tűz legyengíti, és akadályozza a képességei használatában. Van egy unokahúga M'gann M'orzz, alias Megan Morse.(Miss Martian)

- Hawkgirl, teljes neve: Shiera Sanders Hall. az Igazság Ligájának egyik alapító tagja, és a Thanagarian hadsereg egykori tagja. Képességei: Repülés (Nth fém tollas szárnyak) Emberfeletti erő, kitartás és tartósság, thanagari katonai kiképzés, mentális ellenálló képesség, gyógyító faktor, magasan képzett fegyveres és fegyvertelen harcokban, képes a madarakkal való kommunikálásra is.

Nem alapító tagok: 
- Shazam/ Marvel Kapitány: Billy Batson, egy fiatal rádiós riporter, akit a Shazam nevű varázsló arra választott ki, hogy az igazság bajnoka legyen. Mikor Billy kiejti a varázsló nevét, azonnal belecsap egy mágikus villám, ami átváltoztatja őt egy felnőtt szuperhőssé, aki hat természetfeletti entitás (Salamon, Herkules, Atlasz, Zeusz, Akhilleusz, Mercurius) jellegzetes erejével bír.
- Hawkman: leggyakrabban Carter Hall emberi régészként jelenik meg, egy Khufu nevű ókori egyiptomi herceg modernkori reinkarnációjaként, vagy a Thanagar bolygóról származó Thaanagari rendőrtisztként, Katar Hol-ként. Képességek: az archaikus fegyverek széles skálájának szakértője, (beleértve a csatabárdokat, baltákat, kardokat, lándzsákat, és pajzsokat,) taktikai elemzés, vezetés, régészet, történetírás, többnyelvűség, repülés, (Nth fém tollas szárnyak) állati empátia,

(Miután több évig dolgozott ezekkel a sólymokkal, megismerkedett az állatok nyelvével, és képes volt beszélni a farkasokkal, medvékkel és szarvasokkal,) 
- Atom Kapitány:(Allen Adam) Régen ember volt a hadseregben, majd egy kísérlet következtében átalakult egy szuper erejű lénnyé, aki képes a radioaktivitás felszívására. Képességei : emberfeletti erő, repülés, energiakitörések, kisebb atomtranszmutáció, és hatalmas atomelnyelő molekulák manipulálása és manifesztálása.
- Zöld lámpás: John Stewart építészmérnök, később "visszaváltozott" veterán tengerészgyalogossá a michigani Detroitból, akit az Őrzők választottak ki az akkori Zöld Lámpás, Hal Jordan helyettesítőjének, miután az előző helyettesítő, Guy Gardner súlyosan megsérült, miután elütötte egy autó, miközben egy civilt próbált megmenteni.
- Zöld Íjász: Valódi neve Oliver Jonas Queen. egy gazdag üzletember és a Queen Consolidated tulajdonosa, aki szintén jól ismert híresség Star Cityben, és az Igazság ligának is tagja. Képességek: Emberi fizikai és mentális kondíció csúcspontja, magasan képzett harcművész(Judo, karate, box, és egyéb) profi akrobata, mesterlövész és íjászmester. (a liga tagjai a világ legjobb íjászának tartják.)High-tech felszerelés: páncél, összetett íj és különböző típusú speciális nyilak használata, például: ragasztó, robbanófejes, csáklyás horog, villanógránát, könnygáz és kriptonit nyílvessző.
- Black Canary/Fekete Kanári: A Fekete Kanári nevet két szuperhősnő használta: Dinah Drake és lánya, Dinah Laurel Lance. rettenthetetlen utcai harcos és Zöld Íjász gyakori társa, aki páratlan harcművészeti képességeivel és ultraszonikus "Kanári kiáltásával" száll szembe az igazságtalansággal.
- Cyborg: vagy teljes nevén: Victor Stone,                  alkotója: Marv Wolfmann és George Pérez, Első megjelenése a DC comics Presents #26-ban volt, 1980 októberében. Képességek: Mechanikusan kiegészített test,

Emberfeletti erő, gyorsaság, állóképesség, repülés, 170-es IQ, 
Eszközök: belső számítógép, amely képes felvenni a kapcsolatot külső számítógépekkel, elektronikus szem, csáklya. 
- Atom: képes atomi méretűre zsugorodni, így képes megoldani olyan gondokat amelyek másoknak nem sikerül.
- Éjszárny: Dick Grayson. Csak ideiglenesen tag. Batman halála után átveszi a helyét. Ő az első Robin.
- Zatanna Zatara: Egy boszorkány aki tud varázsolni.
- Flash (Wally West): Minden Flash közül ő a leggyorsabb.
- Robin (Damian Wayne): Batman vér szerinti fia. Ő először nem értett egyet apjával, de végül kibékültek.
- Red Robin: Ő a leggyengébb Robin, de ő még Batmannél is jobb detektív.

Kevéssé ismert tagok:
- Orion: Darkseid fia, de ő megtagadja apját. Még Supermannél is erősebb.
- DR Sors: Egy mágus aki egy lénytől Nabutól kapja erejét. Ő az egyik legerősebb a Ligában.
- Red Tornado: Egy android aki képes tornádót gerjeszteni.
- Zöld Lámpás (Guy Gardner): Ő a legszemtelenebb lámpás, mert mindig vissza beszél mindenkinek.
- Vixen: Képes bármilyen állat erejét átvenni.

## Háttér
Az Új 52 szerint Darkseid megtámadja Földet, de a szuperhősök megállítják így megalakul az igazság liga. 

## Ellenségek
- Darkseid: Ő egy Sötét Isten aki a Liga fő ellensége. Sokszor küzd meg a Ligával és sokszor használja Lex Luthor-t és Brainiac-ot, hogy megoldják a gondjait.
- Brainiac: Ő egy szuper robot, aki be akarja gyűjteni gyűjteményébe a Földet is
- Anti Monitor: Egy Anti Isten, aki A Végtelen Világok Krízisénél harcolt először a Ligával. Darkseid-dal egy erős (De Darkseid népszerűbb)
- A Végzet Legió: Lex Luthor alapítja a Liga ellensúlyozására. Tagjai gonoszokból áll pl.: Fekete Manta, Captain Cold, Sinestro, Gorilla Grod, Bizarro, Joker és Cheetah. De ők valójában csak eszközök Darkseid kezében.
- Amazo: Egy Android, aki képes át venni metahumánok erejét.
- Dr. Végzet: egy ősi Fekete Mágus
- A Bűn Szindikátus: Ez egy alternatív Földről származó liga, ahol mindenki gonosz. Ellentétek: Ultraman= Superman Owlman= Batman, Power ring= Zöld Lámpás Superwoman= Wonder Woman, Johny Quick= Flash

## Egyéb médiában
Rajzfilm: 
- Igazság Ligája: Háború

Film:
- Az Igazság Ligája